# 朱濟炫
慶成莊惠王朱濟炫（1385年2月4日—1429年12月26日），明朝晉藩第一代慶成王，晉恭王朱棡之庶第四子。

## 生平
洪武十七年十二月丁巳（1385年2月4日）生。《明外史》称当时明太祖正在南京故宫举行祭祀结束后的庆成宴，闻讯亲自为其起名，并取庆成宴的庆成二字封为庆成王，为明朝第一位不以地名册封的藩王。
洪武三十五年（1402年）十月，前往南京朝見明成祖。十一月返回太原府。永樂元年（1403年），徙居潞州。同年十月，再次前往南京朝見明成祖，十一月，封慶成王，返回潞州。永樂十年（1412年）四月，第三次前往南京朝見明成祖，同月即返回潞州。
永樂十年（1412年）五月，徙居蒲州。七月，因蒲州居室損壞，徙居汾州。自此以後，歷代慶成王皆居於汾州。
宣德四年十二月初一日（1429年12月26日）薨，享年四十六歲，在位二十七年，諡莊惠。三年後，其庶長子鎮國將軍朱美埥襲爵。

## 家庭

### 妻
- 唐氏（－1423年），兵部尚書唐鐸孫女，永樂元年（1403年）封慶成王妃[5][10]

### 妾
- 奚氏，生朱美埥[11]
- 申氏，生朱美堟[12]

### 子
- 庶長子：鎮國將軍→慶成恭僖王朱美埥[13]
- 庶次子：鎮國將軍朱美堟，宣德七年（1432年）七月賜名[14]，宣德十年（1435年）封鎮國將軍[15]，成化元年（1465年）已故[16]。妻劉氏，是山西汾州判官劉志的女兒[17]，正統十一年（1446年）去世[18]。妾史氏[19]
  - 第二子：輔國將軍朱鍾𨬑，景泰七年（1456年）八月賜名[20]。妻黃氏，天順三年（1459年）封夫人[21]
  - 第三子：輔國將軍朱鍾鈅，景泰七年（1456年）八月賜名[20]，成化十六年（1480年）因侵害夫役，邀奪糧馬革去祿米一年[22]。妻田氏，天順三年（1459年）封夫人[21]
    - 第三子：奉國將軍朱奇淥，弘治元年（1488年）五月賜名[23]，弘治三年（1490年）賜誥命冠服[24]
    - 第四子：奉國將軍朱奇渨，弘治元年（1488年）十一月賜名[25]，弘治五年（1492年）七月賜誥命冠服[26]

  - 第四子：輔國將軍朱鍾𨰎，景泰七年（1456年）八月賜名[20]，妻李氏，天順三年（1459年）封夫人[21]
  - 第五子：輔國將軍朱鍾鑨，景泰七年（1456年）八月賜名[20]，妻韓氏，天順三年（1459年）封夫人[21]
    - 子：奉國將軍朱奇澦，配淑人吳氏、呂氏[27]
      - 第一子：鎮國中尉朱表𣗉，弘治三年（1490年）四月賜名[28]，弘治四年（1491年）正月賜誥命冠服[29]
      - 第二子：朱表槥，弘治九年（1496年）七月賜名[30]
      - 嫡三子：鎮國中尉朱表柢（1493年12月20日—1565年2月16日），號北原。妻馬氏[27]
        - 嫡長子：輔國中尉朱知燻，配宜人安氏，早逝[27]
        - 嫡次子：輔國中尉朱知熿，配宜人田氏、葉氏[27]
          - 第一子：奉國中尉朱新堀，配安人安氏，生母田氏，號小泉[27]
            - 第一子：朱某[27]

          - 第二子：朱某[27]

        - 庶三子：朱知鮮[27]
        - 庶四子：朱某[27]
        - 第一女：乾化鄉君，儀賓郝柟[27]
        - 第二女：高平鄉君，儀賓賈克喻[27]
        - 第三女：朱氏[27]

      - 嫡四子：朱表柷，弘治十四年（1501年）正月賜名[31]
      - 子：朱表柭，弘治十七年（1504年）二月賜名[32]

  - 第六子：輔國將軍朱鍾鐺，景泰七年（1456年）八月賜名[20]，妻顧氏，天順三年（1459年）封夫人[21]
    - 第一子：奉國將軍朱奇濚，成化十三年（1477年）十一月賜名[33]
      - 庶長子：朱表𣟌，弘治十四年（1501年）正月賜名[34]

    - 第三子：奉國將軍朱奇灌，弘治六年（1493年）三月賜名[35]，弘治八年（1495年）三月賜誥命冠服[36]
    - 子：奉國將軍朱奇？[37]
      - 第一子：朱表欌[37]
      - 女：□石鄉君，儀賓呂華[37]
      - 女：平頂鄉君[37]
      - 孫：輔國中尉朱知𣷽，配劉氏，封宜人[37]

    - 女：新鄭縣君（1484年7月30日—1546年4月14日），生母謝氏，儀賓孔麟，子孔天胤[38]

  - 第七子：輔國將軍朱鍾鋞，景泰七年（1456年）八月賜名[20]，妻高氏，天順三年（1459年）封夫人[21]
  - 第八子：輔國將軍朱鍾鈃，景泰七年（1456年）八月賜名[20]，成化十六年（1480年）因侵害夫役，邀奪糧馬革去祿米一年[22]
    - 第四子：奉國將軍朱奇沫，弘治三年（1490年）九月賜名[39]，弘治六年（1493年）十二月賜誥命冠服[40]
    - 第五子：奉國將軍朱奇洏，弘治三年（1490年）九月賜名[39]，弘治六年（1493年）十二月賜誥命冠服[40]

  - 子：輔國將軍朱鍾鈌，妻王氏，有子十二人[41][42]，成化十六年（1480年）因侵害夫役，邀奪糧馬革去祿米一年[22]
    - 第一子：奉國將軍朱奇瀛，成化十三年（1477年）十一月賜名[33]
      - 庶長子：鎮國中尉朱表椼，弘治十六年（1503年）二月賜名[43]，隆慶三年（1569年），明穆宗以「樂善好學，端謹自持，年逾七袠，始終一致」賜敕褒獎[44]

    - 第二子：奉國將軍朱奇湎（1485年4月23日—1540年10月11日），號北村。弘治元年（1488年）十一月賜名[25]，弘治四年（1491年）賜誥命冠服[45]，著有《北村山藏藁》。妻郝氏，封淑人[41]
      - 嫡長子：鎮國中尉朱表杷，號小村，妻何氏，封恭人[41]。朱表杷為其叔朱奇㵧墓碑篆額[42]
        - 第一子：輔國中尉朱知𦹨，妻張氏，封宜人[41]
        - 第二子：輔國中尉朱知焫[41]
        - 第三子：朱某[41]
        - 第一女：石鍾鄉君，儀賓屈聘[41]
        - 第二女：歙浦鄉君，儀賓王三晉[41]
        - 第三女：鍾湖鄉君，儀賓任清[41]
        - 第四女：宗女，宗婿李忠[41]
        - 第五女：朱氏[41]
        - 第六女：朱氏[41]

      - 第一女：巴陵鄉君，及笄而喪[41]
      - 第二女：雲郎鄉君，儀賓張儀[41]

    - 第六子：奉國將軍朱奇灂，弘治九年（1496年）十二月賜名[46]，弘治十二年（1499年）賜誥命冠服[47]
    - 嫡七子：朱奇潐，弘治十六年（1503年）二月賜名[43]
    - 庶八子：奉國將軍朱奇㵧（1494年9月27日—1563年5月20日），號北河，弘治十六年（1503年）二月賜名[43]，好林丘，樂鄉居，無疾而終。生母周氏。妻蔚氏，無出早逝，繼高氏（1503年5月25日—1582年10月1日）[42]
      - 第一子：鎮國中尉朱表⿰王秝，配劉氏[42]
      - 第二子：鎮國中尉朱表罧，配郝氏[42]
      - 第三子：鎮國中尉朱表𣜫，配王氏[42]
      - 第一女：大同鄉君，儀賓謝廷胤[42]
      - 第二女：柳溪鄉君，儀賓魏邯[42]
      - 孫：輔國中尉朱知𦏠，配呂氏[42]
      - 孫：輔國中尉朱知鯧，配王氏[42]
      - 孫女：朱氏，儀賓韓譽齊[42]
      - 孫女：朱氏，儀賓嚴應陽[42]
      - 曾孫：朱某[42]
      - 曾孫女：朱氏[42]

    - 庶九子：朱奇淄，弘治十六年（1503年）二月賜名[43]

  - 第三女：新興郡君，儀賓張奉[21]
  - 第四女：秀容郡君，儀賓高瑤[21]
- 庶三子：鎮國將軍朱美𡊻，宣德七年（1432年）七月賜名[14]，正統八年（1443年）封鎮國將軍。妻屈氏，正統八年（1443年）封夫人[48]
  - 第一子：朱鍾釭，景泰七年（1456年）八月賜名[20]
  - 第二子：朱鍾鐈，景泰七年（1456年）八月賜名[20]

### 女
- 第一女：夭折

### 孫
- 孫：輔國將軍朱鍾𮢶[49]，一作「朱鍾鑿」[39][50]，又作「朱鍾鑒」[23]，娶蘇氏
  - 長子：奉國將軍朱奇灝（1484年6月11日—1562年4月28日），號南村，娶戚氏（1487年3月19日—1570年4月22日）[49]，弘治元年（1488年）五月賜名[23]，弘治四年（1491年）正月賜誥命冠服[29]，嘉靖六年（1527年），以黨惡違法，奪祿米三之一[51]
    - 長子：鎮國中尉朱表松，娶田氏[49]
      - 長子：朱知⿰火⿱右丑[49]

  - 第二子：奉國將軍→庶人朱奇沑，弘治三年（1490年）九月賜名[39]，弘治五年（1492年）七月賜誥命冠服[26]，嘉靖六年（1527年）因戕害兄姪，廢爲庶人[51]
    - 子：朱表朾，嘉靖六年（1527年），以黨惡違法，奪祿米三之一[51]

  - 第三子：奉國將軍朱奇涼，弘治八年（1495年）八月賜名[50]，嘉靖六年（1527年），以黨惡違法，奪祿米三之一[51]
  - 子：奉國將軍朱奇淦，嘉靖六年（1527年），以黨惡違法，奪祿米三之一[51]
  - 子：奉國將軍朱奇㵂，嘉靖六年（1527年），以黨惡違法，奪祿米三之一[51]
- 六世孫：□國中尉朱新雃[52]
  - 子：朱泗澤[52]
  - 子：朱淮澤[52]
- 六世孫：朱新𥛻[53]
  - 子：朱潤澤[53]
  - 子：朱□澤[53]
  - 子：朱潯澤[53]
- 六世孫：朱新𡋛[54]

## 墓葬
宣德五年十一月十二日（1430年11月27日），朱濟炫葬于山西汾州孝義縣胡歧山之原（在今山西省孝义市）。壙誌現存於孝义市皮影木偶艺术博物馆，蓋、誌均為青石質。

[誌蓋]

慶成王之壙誌

[誌文]

　　慶成王壙誌

　　王諱濟炫，

大明太祖高皇帝之孫，晉恭王之

　　第四子，庶出也。洪武十七年

　　十二月二十四日生。永樂元

　　年十一月初一日，封慶成王。

　　其妃唐氏，故兵部尚書鐸之

　　孫。子男三。女一，早卒。王薨於

　　宣德四年十二月初一日，享

　　年四十有六。訃聞，賜祭，謚莊

　　惠，命有司治喪葬如禮。宣德

　　五年十一月十二日，葬胡歧

　　山之原。用述其㮣，以誌于壙

　　云。